# Colt Cars Jersey Open
Het Colt Cars Jersey Open was een jaarlijks golftoernooi voor vrouwen in Jersey, dat deel uitmaakte van de Ladies European Tour. Het toernooi werd opgericht in 1983 en vond telkens plaats op de Royal Jersey Golf Club in Grouville.

## Winnaressen
Colt Cars Jersey Open
- 1983:  Debbi Dowling
- 1984:  Jane Connachan

Mitsubishi Colt Cars Jersey Open
- 1985:  Marie Wennersten
- 1986:  Kitrina Douglas